# Limnophila hilli
Limnophila hilli är en tvåvingeart som beskrevs av Alexander 1929. Limnophila hilli ingår i släktet Limnophila och familjen småharkrankar. Inga underarter finns listade i Catalogue of Life.